# Digital Chocolate
Digital Chocolate was een ontwikkelaar en uitgever van computerspellen, opgericht door Trip Hawkins in 2003, ook de oprichter van Electronic Arts en The 3DO Company. Het bedrijf verkocht in 2014 zijn games aan RockYou en stapte zelf uit de markt. Digital Chocolate was de maker van onder andere Galaxy Life en Crazy Penguin Wars.